# Ramón Porgueres Hernández
Ramón Porgueres Hernández (Ciudad Real, febrer de 1928 - 18 de desembre de 2018) va ser un militar espanyol, cap d'Estat Major de l'Exèrcit de Terra de 1990 a 1994.
El 1950 ascendí a tinent, el 1958 a capità, el 1970 a comandant i el 1977 a tinent coronel. El 1982 fou ascendit a coronel i nomenat professor del Curs de Comandaments Superiors a l'Escola Superior de l'Exèrcit. El 5 de maig de 1983 fou nomenat cap del comandament de la Guàrdia Reial. El novembre de 1984 fou ascendit a general de brigada i nomenat director de l'Acadèmia d'Infanteria de Toledo, càrrec que va ocupar fins a agost 1986, quan fou nomenat cap de la Divisió Cuirassada Brunete. El 1987 fou nomenat segon cap de l'Estat Major de l'Exèrcit de Terra. El juny de 1988 fou nomenat tinent general i capità general de la Regió Militar Sud amb seu a Sevilla. Va anul·lar l'ordre del governador militar de Còrdova, José Cassinello Pérez, que va autoritzar als seus subordinats a disparar contra els piquets durant la vaga general del 14 de desembre de 1988. Va ocupar el càrrec fins a maig de 1990, quan fou nomenat cap d'Estat Major de l'Exèrcit de Terra. Va cessar en el càrrec en febrer de 1994
Va morir a Madrid el 18 de desembre de 2018